# Siège de Ceuta (1732)
Pour les articles homonymes, voir Siège de Ceuta.
Le siège de Ceuta de 1732 est une tentative marocaine de prendre la ville de Ceuta, préside espagnol au nord de l'Empire chérifien.

## Contexte
En 1415, Ceuta est occupée par les Portugais. Dès lors, les Marocains tentent à plusieurs reprises de s'en emparer mais en vain,. En 1580, après la défaite à la bataille des Trois Rois, puis la mort de Henri Ier, le roi d'Espagne Philippe II recueille la succession portugaise et annexe le pays. Ceuta passe alors aux mains des Espagnols. En 1640, la révolution portugaise met fin à l'union des deux pays. Le Portugal recouvre son indépendance et récupère tous ses anciens présides au Maroc, à l'exception de Ceuta, où la noblesse de la ville a proclamé son adhésion et sa loyauté à la monarchie espagnole. En 1668, par le traité de Lisbonne, le Portugal reconnait officiellement la souveraineté espagnole sur Ceuta. Ceuta devenu espagnole, continue d'être harcelée par les Marocains, et connaît le siège l'un des plus longs de l'histoire sous le règne de Moulay Ismaïl. 
Vers 1728, l'aventurier hollandais, ex-ministre de l'Espagne, Juan Guillermo Ripperdá, qui était fait prisonnier en Espagne, réussit à fuir et part se réfugier au Maroc. Il offre ses services au sultan marocain Moulay Abdallah, et se convertit ensuite à l'islam. Ripperdá propose alors au sultan d'attaquer Ceuta afin de profiter de l'expédition contre Oran, devant être menée par les Espagnols. Moulay Abdallah refuse et préfère attendre l'issue de cette expédition. Il envoie cependant Ripperdá à la tête d'un corps marocain combattre aux côtés des Turcs d'Alger contre les Espagnols. Les Marocains participent donc à la défense d'Oran, et infligent des pertes sensibles aux Espagnols. Toutefois sa ne suffit pas, et les Espagnols finissent par s'emparer de la ville le 1er juillet 1732.
À la suite de la perte d'Oran, les Turcs d'Alger envoient une ambassade au sultan marocain Moulay Abdallah, lui demandant un soutien pour reprendre la ville, ou du moins faire diversion en attaquant Ceuta. Dès septembre 1732, le Bey Bouchelaghem commence à assiéger Oran, en coordination avec une attaque marocaine sur Ceuta.

## Déroulement
En octobre 1732, le Moulay Abdallah ordonne d'assiéger Ceuta, défendue par 5 500 hommes sous le commandement du général Joseph Aramburu. Il lève une importante armée de 7 à 8 000 hommes, ou plus de 36 000 hommes avec une bonne artillerie selon d'autres sources, sous le commandement du pacha de Tanger Ahmed ben Ali Er-Riffi, chef de la Jaych Ar-Rifi, avec pour adjoint et directeur du siège, le renégat hollandais Juan Guillermo Ripperdá.
Les Marocains rencontrent quelques succès initiaux en infligeant notamment une défaite aux Espagnols qui ont tenté une sortie. Cependant, dans la nuit du 17 octobre, les Espagnols surprennent les Marocains dans leur camp des hauteurs du Serralo, et les mettent en déroute complète. Ils sont pourchassés et obligés à lever le siège. Plus de 3 000 Marocains sont tués. Ripperdá réussit à fuir le carnage et part se réfugier à Tétouan.

## Sources

### Sources bibliographiques
1. 1 2 3 4 5  Mercure français 1733, p. 297
2. 1 2 3 4 5  L'Afrique française 1925, p. 499
3. 1 2 3  Mouliéras 1895-1899, p. 730
4. ↑  Rézette 1976, p. 29
5. ↑  Rézette 1976, p. 31
6. 1 2  Mouliéras 1895-1899, p. 728
7. ↑  Rézette 1976, p. 36
8. ↑  Rézette 1976, p. 37
9. ↑  De Madariaga 1886, p. 157
10. 1 2  Hamet 1923, p. 359-360
11. 1 2  Société historique algérienne 1872, p. 212

#### Francophone
- Robert Rézette, Les enclaves espagnoles au Maroc, Nouvelles éditions latine, 1976, 190 p. (lire en ligne)
- Ismaël Hamet, Histoire du Maghreb : cours professé à l'Institut des hautes études marocaines, E. Leroux (Paris), 1923, 501 p. (lire en ligne)
- Auguste Mouliéras, Le Maroc inconnu : étude géographique et sociologique. Exploration des Djebala (Maroc septentrional), Paris, J. André, 1895-1899, 829 p. (lire en ligne)
- Comité de l'Afrique française et Comité du Maroc, L'Afrique française : bulletin mensuel du Comité de l'Afrique française et du Comité du Maroc, (Paris), année 1925 (lire en ligne)
- Mercure français : Volume 93, Au bureau du Mercure, 1733, 412 p. (lire en ligne)
- Société historique algérienne, Revue africaine : journal des travaux de la Société historique algérienne, Alger, Adolphe Jourdan et Jules Carbonel, 1872, 400 p. (lire en ligne)

#### Hispanophone
- (es) Juan de Madariaga, Vida y escritos del Marqués de Santa Cruz de Marcenado, E. Rubiños, 1886, 717 p. (lire en ligne)